# Master of Reality
Master of Reality — третий студийный альбом британской рок-группы Black Sabbath, записанный продюсером Роджером Бэйном в студии Record Plant (Лос-Анджелес, Калифорния) и выпущенный 21 июля 1971 года. Альбом поднялся до 5-го места в списках UK Album Charts и до 8-го — в Billboard 200. В списке 500 лучших альбомов всех времён журнала Rolling Stone он занимает 298 место.

## История
При работе над альбомом группа идёт на эксперимент: все музыканты понизили строй, чтобы звук был «больше, тяжелее». Айомми вспоминает: «У большей части групп в те времена были ритм-гитарист и клавишник, а у нас только гитара, бас и ударные, поэтому мы попытались сделать их настолько жирными, насколько это возможно. Понижение строя, казалось, придаёт звучанию глубины. Думаю, я первым такое сделал.» В этом стиле были записаны «Sweet Leaf», «Children of the Grave», «Lord of This World» и «Into the Void». Это новое, утяжелённое звучание повлияло на многих музыкантов, ставших исполнять впоследствии стоунер- и сладж-метал.
Основные темы альбома — религия, война, наркотики, отчуждённость и одиночество. Но если в тексте «Hand of Doom» из Paranoid наркотики осуждались как социальное зло, то здесь «Sweet Leaf» — восторженный гимн марихуане. Master of Reality содержит две песни, касающиеся религии: «After Forever» и «Lord of This World». «Children of the Grave» продолжает антивоенную тему, начатую в «War Pigs», а «Into the Void» повествует о переживших ядерную катастрофу людях, уносящихся на космических кораблях прочь от опустошённой Земли, и потому может считаться продолжением «Electric Funeral».
Песня «Sweet Leaf» имеет множество каверов. На треке «Solitude» Тони Айомми сыграл на флейте.
В оригинальном американском издании лейбл озаглавил 8 песен альбома как 12. Собственные имена получили вступления к песням «After Forever» и «Lord of This World» — «The Elegy» и «Step Up» соответственно. Концовка «Children of the Grave» получила название «The Haunting», «Into the Void» была поделена на две части с названием первой: «Deathmask».

## Список композиций
Изначально авторство песен «After Forever», «Orchid» и «Embryo» принадлежало Айомми, однако после выхода в 2004 году сборника Black Box права на них были распространены на всех участников группы.
| №  | Название                                   | Автор(ы)                     | Длительность |
| -- | ------------------------------------------ | ---------------------------- | ------------ |
| 1. | «Sweet Leaf» (рус. Сладкий лист)           | Айомми, Осборн, Батлер, Уорд | 5:05         |
| 2. | «After Forever» (рус. После вечности)      | Айомми                       | 5:27         |
| 3. | «Embryo» (рус. Эмбрион)                    | Айомми                       | 0:28         |
| 4. | «Children of the Grave» (рус. Дети могилы) | Айомми, Осборн, Батлер, Уорд | 5:17         |

| №  | Название                                    | Автор(ы)                     | Длительность |
| -- | ------------------------------------------- | ---------------------------- | ------------ |
| 5. | «Orchid» (рус. Орхидея)                     | Айомми                       | 1:30         |
| 6. | «Lord of This World» (рус. Князь мира сего) | Айомми, Осборн, Батлер, Уорд | 5:25         |
| 7. | «Solitude» (рус. Одиночество)               | Айомми, Осборн, Батлер, Уорд | 5:02         |
| 8. | «Into the Void» (рус. В пустоту)            | Айомми, Осборн, Батлер, Уорд | 6:12         |

## Участники записи
- Тони Айомми — гитара, синтезатор в «After Forever», флейта в «Solitude»
- Оззи Осборн — вокал
- Гизер Батлер — бас-гитара
- Билл Уорд — ударные

Технический состав
- Роджер Бэйн[англ.] — продюсер
- Майк Стэнфорд — дизайнер